# Black Bay
Black Bay es una localidad de Santa Lucía que forma parte de los distritos de Laborie y Vieux Fort.